# Peter Garski
Peter Garski (geb. 15. April 1959 in Augsburg) ist eine PR-Marketing-Kunstfigur, die von Dieter Auer, Jochen Säger, Marion Huffler und Arno Löb erfunden wurde und als Krimiautor einer Reihe von Kriminalromanen um die Stadt Augsburg dargestellt wird. Sie wird von verschiedenen Personen schauspielerisch verkörpert.

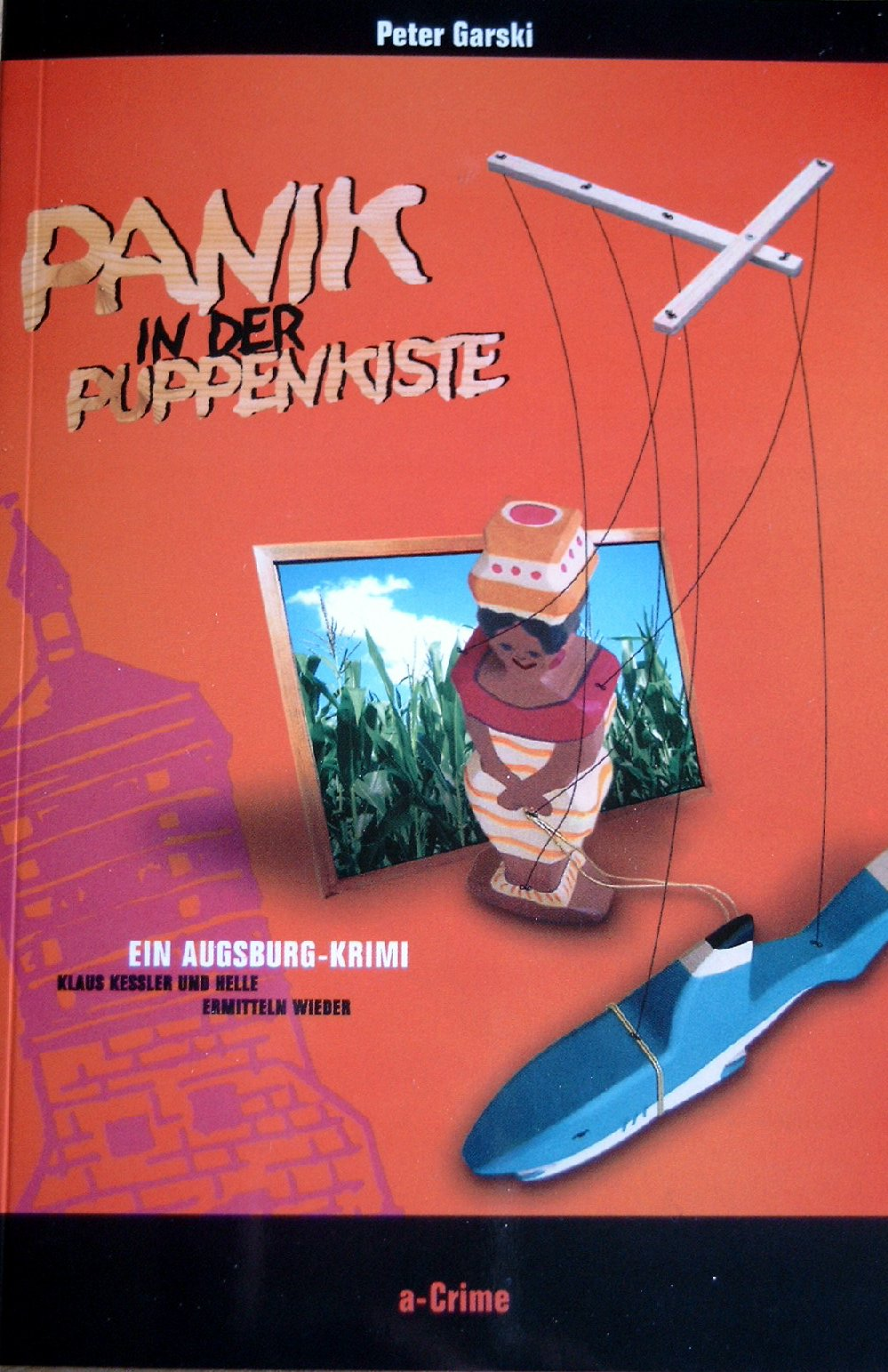
Das Cover zu Panik in der Puppenkiste

## Leben
Die Gestalt, die am 15. April 1959 in Augsburg geboren sein soll, war vor ihrer Zeit als Krimiautor als Aushilfspförtner im Wiener Bestattungsmuseum, als Sex-Shop-Dekorateur und als Leiter eines Survival-Hotels auf Neuguinea tätig. Das ist aber eine Legende für eine nur scheinbar existierende Figur, die vor allem für die Medien als Projektionsfläche dienen soll. Ein Kritiker behauptet: „Diese Idee wurde aus den USA übernommen und ist in Deutschland auch nicht neuartig. Siehe z. B. Fortsetzungskrimis mit verschiedenen Autoren...“

## Das Konzept
Die Grundidee für die Garski-Krimis ist, dass verschiedene Autoren eine Krimi-Reihe, die 10 Bände haben soll, schreiben. Eine Reihe unter einem Namen, zuerst für die Stadt Augsburg. Wenn das funktioniert, soll das Konzept auch auf andere Städte übertragen werden, dieses Reihe soll dann als TV-Serie vermarktet werden. Veröffentlicht werden alle Garski-Krimis im Verlag TTBC.

## Werke
- Der Perlachmord. 1999

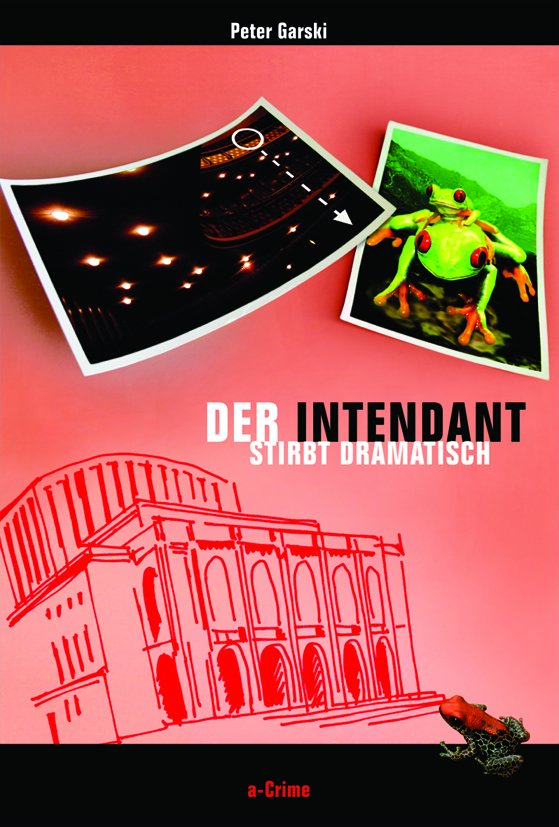
Das Cover zu Der Intendant stirbt dramatisch

- Der Intendant stirbt dramatisch. 2002
- Der Plärrer-Killer. 2003
- Das Fuggerei-Phantom. 2005
- Panik in der Puppenkiste. 2006
- Geheimnis im Glaspalast. 2008
- Die Kuhseekatastrophe. 2009
- Jodok – Ein bayerischer Heimat-Krimi. 2009
- Afras Wunderbalsam. 2011
- Rotgrünweiß macht heiß. 2012
- Kurhauschaos und Möpse. 2014